# エチオピア十字

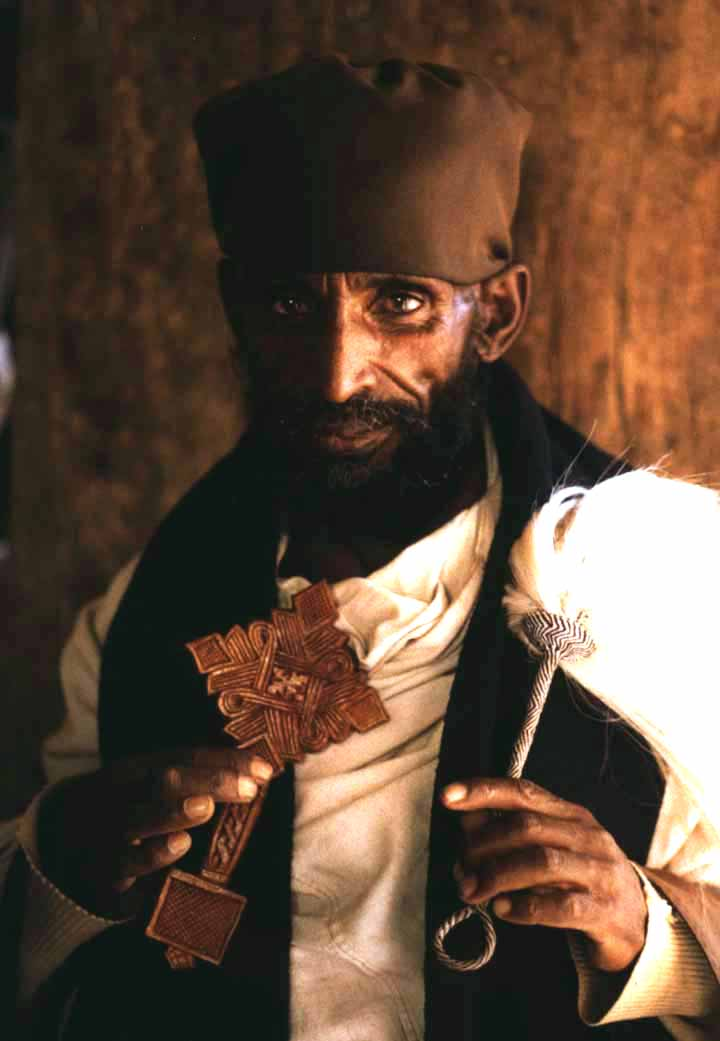
エチオピア十字架を持ったエチオピア正教会の司祭

エチオピア十字（エチオピアじゅうじ、英語: Ethiopian cross、エチオピアンクロス）はエチオピアのキリスト教（エチオピア正教会）で多用される十字。その精巧かつ様式化されたデザインは、ヨーロッパのキリスト教における各種の十字とは著しく異なっている。
自己相似構造の金属格子であることが多く、3回繰り返しのフラクタルで表現できるものが多々みられる。金属格子は永遠の生命を意味するとされる。

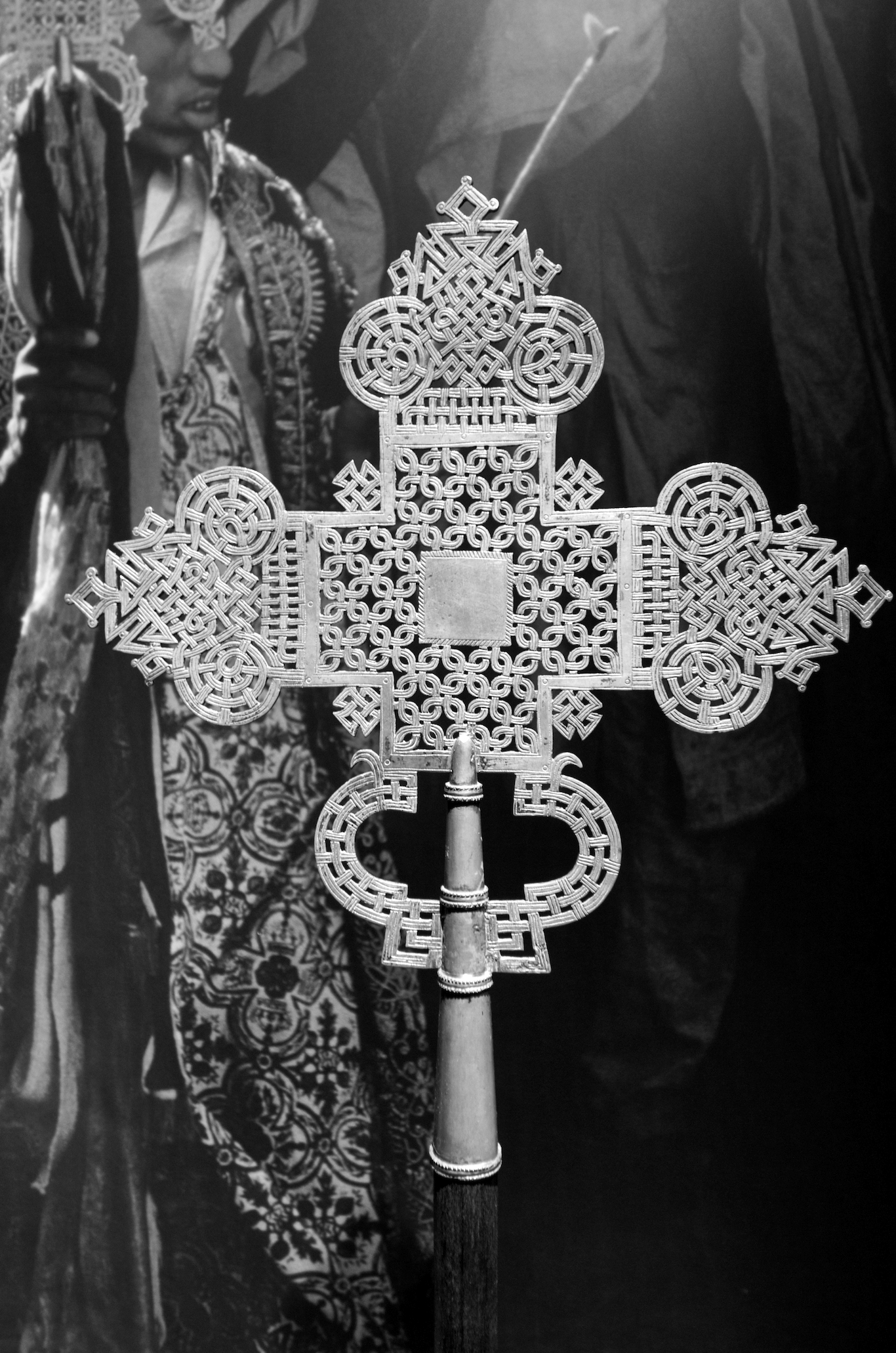
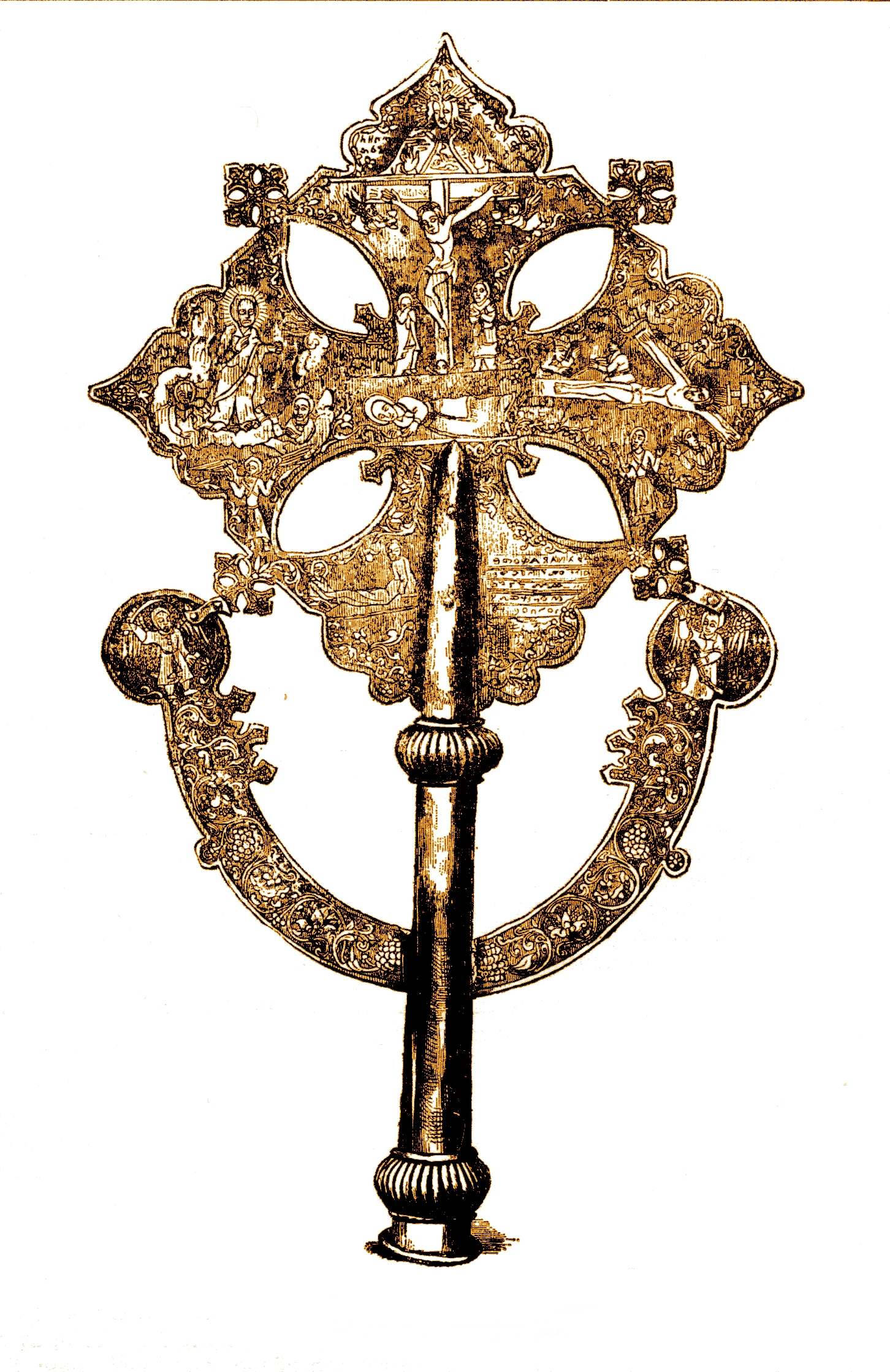
テオドロス2世 (エチオピア皇帝)の十字架
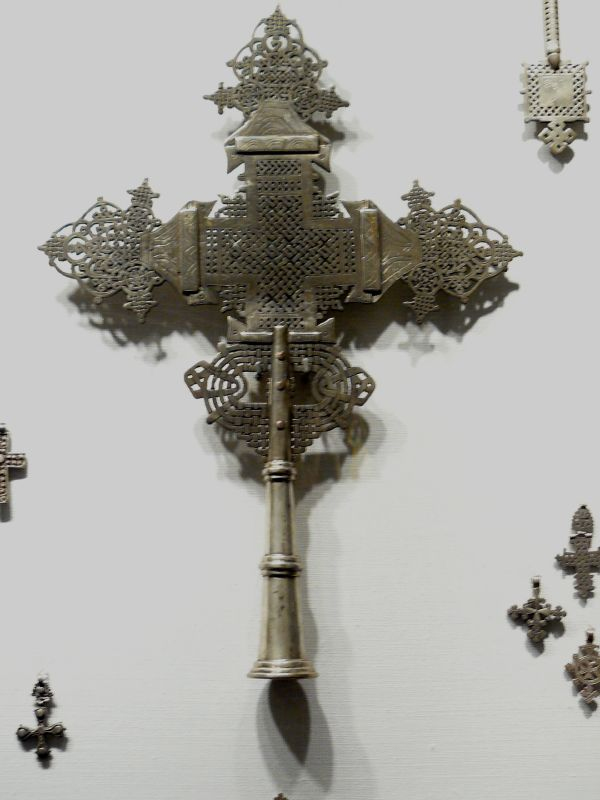